# 利光貞三
利光 貞三（、1909年〈明治42年〉10月15日 - 1982年〈昭和57年〉）は、東宝所属の造形家、特撮美術スタッフ、彫刻家。大分県出身。

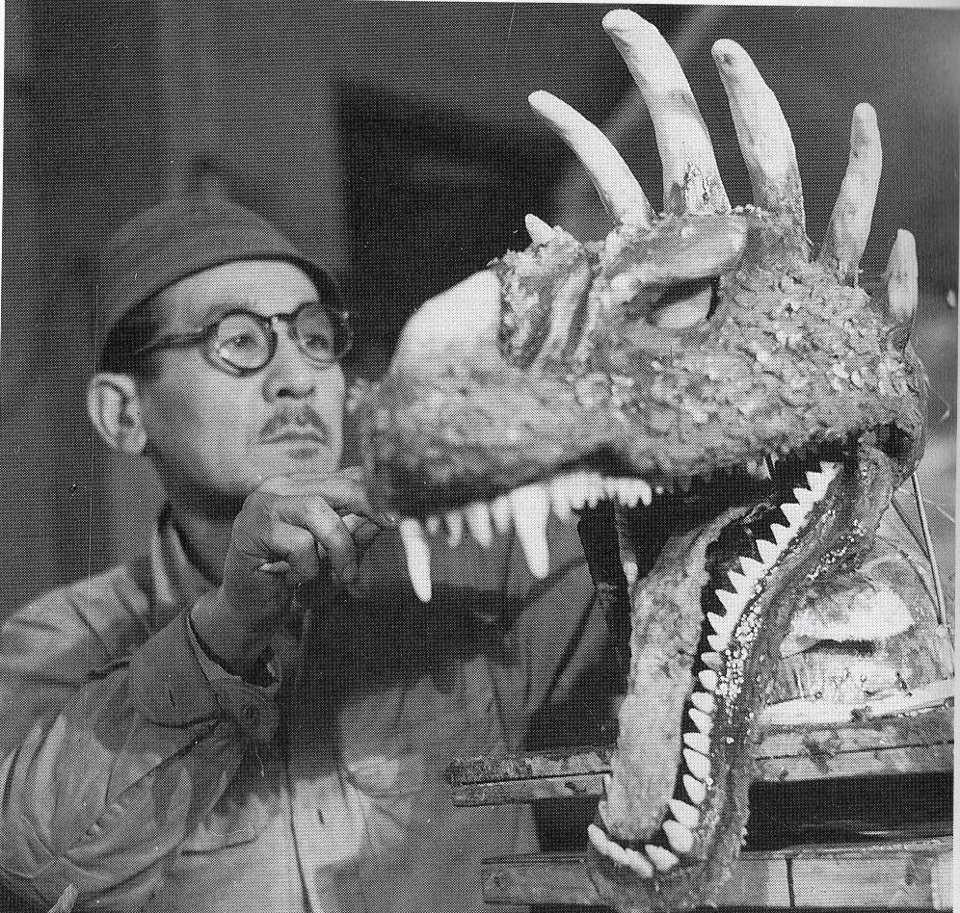
アンギラスの頭部を作る利光貞三

ゴジラをはじめとする特撮怪獣のぬいぐるみを多数手がけた。

## 概歴
高校卒業後、大阪の美術学校に入学。この美術学校を卒業後、東京へ移る。
1942年（昭和17年）、東宝映画『ハワイ・マレー沖海戦』（山本嘉次郎監督）のミニチュア製作に参加。
1945年（昭和20年）、日本敗戦。戦後、川尻泰司の人形製作に参加。田中友幸や、木村武司らとともに、「大阪協同劇団」で演劇活動を行う。
1948年（昭和23年）、東宝を辞めた円谷が自宅内に「円谷特殊技術研究所」を設立。これに参加。
1954年（昭和29年）、『ゴジラ』製作のため、円谷に招かれ、東宝に入社。ゴジラの粘土原型から始め、日本初の映画怪獣ゴジラのぬいぐるみ制作を行う。以後、特撮映画の怪獣専門の造形チーフを担当する。
1971年（昭和46年）、東宝特殊技術課の廃止に伴い東宝を退社。フリーとなり、以後テレビ作品などに参加。
1982年（昭和57年）、死去。

## 人物・エピソード

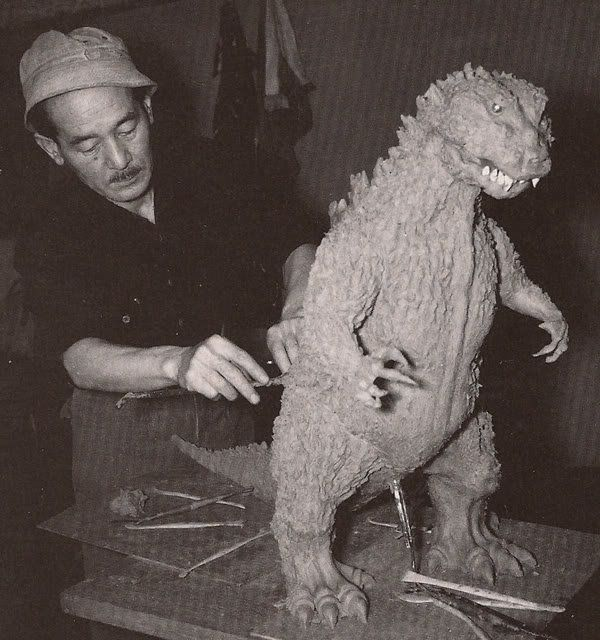
ゴジラの粘土原型を作る利光貞三

1954年（昭和29年）の『ゴジラ』では、当時小田急の狛江に住んでいたが、電車の中で円谷に偶然会い、それから一カ月後に「すぐ来てほしい」との電報を受け、『ゴジラ』制作に参加することとなったという。円谷とは、戦時中の『ハワイ・マレー沖海戦』で組んだ仲だった。翌日から撮影所に缶詰めになり、「ゴジラ」の2尺粘土原型の制作を行った。この作業は秘密裏に行われ、5、6人の関係者にしか知らされなかったという。
東宝特美課ではおもに怪獣の頭部造形を担当していた。そのほとんどは、「1）細部の凹凸まで再現した細目の金網で、または2）粘土原型を石膏型で抜いたラテックスで、怪獣の頭の「芯」を作り、3）これらの「芯」にラテックスを浸み込ませた綿やウレタン片などを盛り付けていく」という、「直付け（じかづけ）」と呼ばれる手法で作られた。村瀬継蔵によれば、利光は造型にこだわるため完成に1ヶ月以上かかることもあり、胴体が完成していても頭部がない状態のことも多かったという。
また、当時アップ用で多用された、手踊り式の上半身ギニョールも、利光によって作られていた。制作に対しては非常に時間をかけ、じっくり作り込むタイプだったそうで、同僚の八木兄弟が担当する胴体部分がいつも先行していたという。直付け手法で作り込まれた怪獣の顔は、微妙な陰影を生んで非常に個性深いものとなった。書籍『ゴジラ大百科』では、利光の怪獣造形について、立体感があり、清潔でキャラクタライズされたイメージが子供たちに親しみを与え、特にゴジラでは怪獣としてのキャラクター性と生物感を両立させていると評している。
中島春雄の回想によれば、非常にシャイな性格だったという。安丸信行も、利光は円谷英二が尋ねに来ると隠れていたと証言している。村瀬は、利光は口数が少なく、黙々と造形作業を行っていたと述べている。造形助手の鈴木儀雄は、利光は周囲の意見をできるだけ取り入れていたといい、変更を指示されても逆らうことはなかったが、鈴木らへ愚痴を述べることもあったという。
『ゴジラ』などの監督を務めた本多猪四郎によれば、周囲が完成と認める状態であっても利光は納得していないと述べる芸術家気質の人物であったといい、利光自身が納得のいく怪獣は一生かかっても出来なかったかもしれないと評している。
造形助手を務めた開米栄三によれば、利光や八木らは怪獣の造形がなければ作業場に出る必要がないため、造形作業時と遊びに顔を出す以外は会社に来ることはなかったという。
村瀬によれば、造型部では脚本が利光のもとに1冊しかないことが多く、村瀬らがそれを読んでいると造型には関係ないとして利光に叱られたという。

## 主なキャラクター造形
- 1954年『ゴジラ』 -  ゴジラ[出典 4]
- 1955年『ゴジラの逆襲』 - ゴジラ[19]、アンギラス[出典 5]
- 1955年『獣人雪男』 - 雪男（2体目）[23]、雪男の子供[24][注釈 4]
- 1956年 ジャイガンティス版ゴジラ[25][注釈 5]
- 1956年『空の大怪獣 ラドン』 - ラドン[26]、メガヌロン[27]
- 1957年『地球防衛軍』 - モゲラ[28]
- 1958年『大怪獣バラン』 - バラン[29]
- 1959年『日本誕生』 - ヤマタノオロチ
- 1961年『モスラ』 -  モスラ成虫・幼虫[30]
- 1962年『キングコング対ゴジラ』 - ゴジラ[11][31]、キングコング[32][33]、大トカゲ
- 1963年『マタンゴ』 - マタンゴ
- 1963年『海底軍艦』 - マンダ[34][35]
- 1964年『モスラ対ゴジラ』 - ゴジラ[36][31]、モスラ成虫[37]・幼虫
- 1964年『三大怪獣 地球最大の決戦』 - ラドン[26]、キングギドラ[38]
- 1965年『フランケンシュタイン対地底怪獣』 - バラゴン[39]、大ダコ
- 1965年『怪獣大戦争』 - ゴジラ[40]
- 1966年『フランケンシュタインの怪獣 サンダ対ガイラ』 - サンダ[41]、ガイラ[42][41]、子供のサンダ
- 1966年『ゴジラ・エビラ・モスラ 南海の大決闘』 - エビラ[43][44]、大コンドル
- 1967年『キングコングの逆襲』 - キングコング[45][46]、メカニコング[45][47]、大海蛇[注釈 6]
- 1967年『怪獣島の決戦 ゴジラの息子』 - ゴジラ、ミニラ[49][50]、クモンガ[51][50]
- 1968年『怪獣総進撃』 - ゴジラ[52][53][注釈 7]、マンダ（2代目の頭）
- 1969年『緯度0大作戦』 - グリホン[56]、コウモリ人間[56][57]
- 1969年『ゴジラ・ミニラ・ガバラ オール怪獣大進撃』 - ガバラ[58][59]
- 1970年『ゲゾラ・ガニメ・カメーバ 決戦!南海の大怪獣』 - ゲゾラ[60][61][注釈 8]
- 1971年『ゴジラ対ヘドラ』 - ゴジラ飛び人形[62][注釈 9]
- 1971年『帰ってきたウルトラマン』 - サータンのデザイン[64][65][注釈 10]
- 1973年『行け!ゴッドマン』 - 怪獣デザイン[64]